# Top Volley 2018-2019
Questa voce raccoglie le informazioni riguardanti la Top Volley nelle competizioni ufficiali della stagione 2018-2019.

## Organigramma societario
Area direttiva
- Presidente: Gianrio Falivene
- Vicepresidente: Sergio Di Meo, Franco Grottoli
- Segreteria generale: Carlo Buzzanca
- Amministrazione: Bruno Monteferri, Valentina Amore

Area organizzativa
- Team manager: Bartolomeo Cappa
- Direttore sportivo: Candido Grande
- Addetto agli arbitri: Mauro Petrolini
- Logistica: Michael Di Capua, Massimo Falcinelli

Area tecnica
- Allenatore: Lorenzo Tubertini
- Allenatore in seconda: Andrea Pozzi
- Scout man: Maurizio Cibba

Area comunicazione
- Ufficio stampa: Giuseppe Baratta
- Area comunicazione: Luigi Goldner, Giuseppe Baratta
- Webmaster: Giorgio Rubiu
- Fotografo: Paola Libralato
- Grafica e sviluppo: Danilo Cirelli
- Speaker: Giuseppe Baratta

Area marketing
- Ufficio marketing: Luigi Goldner, Giuseppe Baratta
- Biglietteria: Marina Cacciapuoti, Patrizia Cacciapuoti

Area sanitaria
- Medico: Francesco Giuseppe Potestio, Amedeo Verri
- Medico sportivo: Francesco Giuseppe Potestio
- Preparatore atletico: Andrea Pozzi
- Fisioterapista: Elio Paolini
- Ortopedico: Gianluca Martini
- Osteopata: Italo Napoleoni
- Podologo: Alessandro Russo
- Radiologo: Francesco Sciuto
- Nutrizionista: Salvatore Battisti

## Rosa
| N° | Nome              | Ruolo | Data di nascita   | Nazionalità sportiva |
| -- | ----------------- | ----- | ----------------- | -------------------- |
| 1  | Louis Caccioppola | L     | 29 luglio 1998    | Italia               |
| 2  | Filip Gavenda     | S/O   | 13 gennaio 1996   | Slovacchia           |
| 3  | Simone Parodi     | S     | 16 giugno 1986    | Italia               |
| 4  | Carmelo Gitto     | C     | 3 luglio 1987     | Italia               |
| 5  | Daniele Sottile   | P     | 17 agosto 1979    | Italia               |
| 8  | Swan N'Gapeth     | S     | 9 gennaio 1992    | Francia              |
| 9  | Rocco Barone      | C     | 14 dicembre 1987  | Italia               |
| 10 | Federico Tosi     | L     | 18 settembre 1991 | Italia               |
| 12 | Facundo Santucci  | L     | 6 marzo 1987      | Argentina            |
| 13 | Andrea Rossi      | C     | 14 febbraio 1989  | Italia               |
| 14 | Tonček Štern      | O     | 14 novembre 1995  | Slovenia             |
| 17 | Huang Pei-hung    | P     | 17 settembre 1990 | Taipei cinese        |
| 18 | Ezequiel Palacios | S     | 2 ottobre 1992    | Argentina            |
| 94 | Žiga Štern        | S     | 2 gennaio 1994    | Slovenia             |

## Risultati

### Superlega

#### Girone di andata
| 1ª giornata - 14 ottobre 2018 PalaEvangelisti, Perugia                     | Sir Safety Perugia | 3 - 0 | Top Volley Latina | 25-18, 25-21, 25-22               |
| 2ª giornata - 21 ottobre 2018 PalaBarbuto, Napoli                          | Top Volley Latina  | 1 - 3 | Milano            | 24-26, 23-25, 25-22, 23-25        |
| 3ª giornata - 27 ottobre 2018 PalaPiantanida, Busto Arsizio                | Powervolley Milano | 2 - 3 | Top Volley Latina | 25-22, 23-25, 20-25, 25-23, 11-15 |
| 4ª giornata - 1º novembre 2018 PalaBarbuto, Napoli                         | Top Volley Latina  | 3 - 1 | Emma Villas       | 25-19, 25-18, 22-25, 25-22        |
| 5ª giornata - 4 novembre 2018 PalaBarbuto, Napoli                          | Top Volley Latina  | 0 - 3 | Modena            | 23-25, 16-25, 18-25               |
| 6ª giornata - 7 novembre 2018 PalaTrento, Trento                           | Trentino           | 3 - 0 | Top Volley Latina | 25-19, 25-20, 25-19               |
| 7ª giornata - 11 novembre 2018 Palazzetto dello sport, Cisterna di Latina  | Top Volley Latina  | 3 - 2 | Callipo           | 22-25, 25-19, 25-23, 15-25, 15-13 |
| 8ª giornata - 18 novembre 2018 PalaDeAndré, Ravenna                        | Porto Robur Costa  | 3 - 0 | Top Volley Latina | 25-20, 25-20, 25-18               |
| 9ª giornata - 25 novembre 2018 Palazzetto dello sport, Cisterna di Latina  | Top Volley Latina  | 3 - 0 | New Mater         | 25-19, 25-21, 33-31               |
| 10ª giornata - 12 dicembre 2018 PalaCivitanova, Civitanova Marche          | Lube               | 3 - 0 | Top Volley Latina | 25-23, 25-17, 25-18               |
| 11ª giornata - 9 dicembre 2018 Palazzetto dello sport, Cisterna di Latina  | Top Volley Latina  | 3 - 1 | Argos             | 25-19, 19-25, 25-21, 28-26        |
| 12ª giornata - 16 dicembre 2018 PalaOlimpia, Verona                        | BluVolley Verona   | 3 - 1 | Top Volley Latina | 23-25, 28-26, 25-22, 25-17        |
| 13ª giornata - 23 dicembre 2018 Palazzetto dello sport, Cisterna di Latina | Top Volley Latina  | 3 - 1 | Padova            | 20-25, 25-23, 25-21, 25-23        |

#### Girone di ritorno
| 1ª giornata - 26 dicembre 2018 Palazzetto dello sport, Cisterna di Latina | Top Volley Latina | 0 - 3 | Sir Safety Perugia | 17-25, 19-25, 20-25               |
| 2ª giornata - 30 dicembre 2018 Palazzetto dello Sport, Monza              | Milano            | 3 - 1 | Top Volley Latina  | 20-25, 25-22, 25-23, 25-21        |
| 3ª giornata - 6 gennaio 2019 Palazzetto dello sport, Cisterna di Latina   | Top Volley Latina | 1 - 3 | Powervolley Milano | 25-22, 25-27, 23-25, 28-30        |
| 4ª giornata - 13 gennaio 2019 PalaMensSana, Siena                         | Emma Villas       | 2 - 3 | Top Volley Latina  | 23-25, 25-20, 24-26, 25-17, 12-15 |
| 5ª giornata - 20 gennaio 2019 PalaPanini, Modena                          | Modena            | 3 - 0 | Top Volley Latina  | 25-19, 25-21, 25-18               |
| 6ª giornata - 27 gennaio 2019 Palazzetto dello sport, Cisterna di Latina  | Top Volley Latina | 0 - 3 | Trentino           | 18-25, 15-25, 19-25               |
| 7ª giornata - 3 febbraio 2019 PalaValentia, Vibo Valentia                 | Callipo           | 1 - 3 | Top Volley Latina  | 20-25, 21-25, 25-20, 24-26        |
| 8ª giornata - 17 febbraio 2019 Palazzetto dello sport, Cisterna di Latina | Top Volley Latina | 2 - 3 | Porto Robur Costa  | 25-17, 19-25, 27-25, 21-25, 12-15 |
| 9ª giornata - 24 febbraio 2019 PalaFlorio, Bari                           | New Mater         | 3 - 2 | Top Volley Latina  | 25-23, 28-26, 15-25, 19-25, 17-15 |
| 10ª giornata - 3 marzo 2019 Palazzetto dello sport, Cisterna di Latina    | Top Volley Latina | 0 - 3 | Lube               | 14-25, 15-25, 18-25               |
| 11ª giornata - 10 marzo 2019 PalaCoccia, Veroli                           | Argos             | 2 - 3 | Top Volley Latina  | 25-21, 25-19, 22-25, 23-25, 15-17 |
| 12ª giornata - 17 marzo 2019 Palazzetto dello sport, Cisterna di Latina   | Top Volley Latina | 1 - 3 | BluVolley Verona   | 25-23, 14-25, 21-25, 35-37        |
| 13ª giornata - 24 marzo 2019 Palasport San Lazzaro, Padova                | Padova            | 3 - 0 | Top Volley Latina  | 25-21, 26-24, 25-23               |

## Statistiche

### Statistiche di squadra
| Competizione | Punti | In casa | In casa | In casa | In trasferta | In trasferta | In trasferta | Totale | Totale | Totale |
| Competizione | Punti | G       | V       | P       | G            | V            | P            | G      | V      | P      |
| ------------ | ----- | ------- | ------- | ------- | ------------ | ------------ | ------------ | ------ | ------ | ------ |
| Superlega    | 25    | 13      | 5       | 8       | 13           | 4            | 9            | 26     | 9      | 17     |
| Totale       | -     | 13      | 5       | 8       | 13           | 4            | 9            | 26     | 9      | 17     |

G = partite giocate; V = partite vinte; P = partite perse

### Statistiche dei giocatori
| Giocatore      | Superlega | Superlega | Superlega | Superlega | Superlega | Totale | Totale | Totale | Totale | Totale |
| Giocatore      | P         | PT        | AV        | MV        | BV        | P      | PT     | AV     | MV     | BV     |
| -------------- | --------- | --------- | --------- | --------- | --------- | ------ | ------ | ------ | ------ | ------ |
| R. Barone      | 24        | 60        | 39        | 17        | 4         | 24     | 60     | 39     | 17     | 4      |
| L. Caccioppola | 6         | 0         | 0         | 0         | 0         | 6      | 0      | 0      | 0      | 0      |
| F. Gavenda     | 24        | 60        | 49        | 7         | 4         | 24     | 60     | 49     | 7      | 4      |
| C. Gitto       | 26        | 162       | 106       | 47        | 9         | 26     | 162    | 106    | 47     | 9      |
| Huang P.h.     | 24        | 3         | 1         | 1         | 1         | 24     | 3      | 1      | 1      | 1      |
| S. N'Gapeth    | 24        | 270       | 230       | 21        | 19        | 24     | 270    | 230    | 21     | 19     |
| E. Palacios    | 25        | 256       | 224       | 16        | 16        | 25     | 256    | 224    | 16     | 16     |
| S. Parodi      | 23        | 143       | 121       | 19        | 3         | 23     | 143    | 121    | 19     | 3      |
| A. Rossi       | 25        | 134       | 99        | 27        | 8         | 25     | 134    | 99     | 27     | 8      |
| F. Santucci    | 10        | 0         | 0         | 0         | 0         | 10     | 0      | 0      | 0      | 0      |
| D. Sottile     | 26        | 39        | 21        | 10        | 8         | 26     | 39     | 21     | 10     | 8      |
| T. Štern       | 26        | 361       | 311       | 17        | 33        | 26     | 361    | 311    | 17     | 33     |
| Ž. Štern       | 12        | 24        | 21        | 1         | 2         | 12     | 24     | 21     | 1      | 2      |
| F. Tosi        | 9         | 0         | 0         | 0         | 0         | 9      | 0      | 0      | 0      | 0      |

P = presenze; PT = punti totali; AV = attacchi vincenti; MV = muri vincenti; BV = battute vincenti